# San Joaquin (California)
San Joaquin è una città statunitense sita nello stato della California, contea di Fresno. Si trova a 18 km a sud-ovest di Kerman. È divenuta città nel 1920.